# Tre ragazzi immaginari
Tre ragazzi immaginari è il terzo libro di Enrico Brizzi. Il titolo del romanzo è la traduzione letterale di Three Imaginary Boys, il primo disco della band post-punk inglese The Cure, citata anche nel libro.

## Il libro
Nella struttura è ispirato dal romanzo di Charles Dickens Canto di Natale, mentre nelle atmosfere alle cronache carnascialesche medioevali. L'autore afferma di essersi ispirato al romanzo Salammbô di Gustave Flaubert. Completa, insieme ai precedenti due lavori, un'ideale trilogia della giovinezza. I primi tre volumi sono stati riediti nel 2005 sotto forma di cofanetto, insieme al quarto romanzo Elogio di Oscar Firmian e del suo impeccabile stile (1999).

## Edizioni
- Enrico Brizzi, Tre ragazzi immaginari, Milano, Baldini & Castoldi, 1998,  pp. 187, ISBN 88-8089-455-2.
- Enrico Brizzi, Jack Frusciante è uscito dal gruppo; Bastogne; Tre ragazzi immaginari; Elogio di Oscar Firmian e del suo impeccabile stile, Milano, Baldini Castoldi Dalai, 2005, ISBN 88-8490-839-6.
- Enrico Brizzi, Tre ragazzi immaginari, Milano, Mondadori, 2017,  p. 158, ISBN 978-88-04-68229-5.